# Diolcogaster
Diolcogaster är ett släkte av steklar som beskrevs av William Harris Ashmead 1900. Diolcogaster ingår i familjen bracksteklar.

## Dottertaxa tillDiolcogaster, i alfabetisk ordning[1][2]
- Diolcogaster abdominalis
- Diolcogaster adiastola
- Diolcogaster alkingara
- Diolcogaster alvearia
- Diolcogaster anomus
- Diolcogaster ashmeadi
- Diolcogaster auripes
- Diolcogaster austrina
- Diolcogaster bakeri
- Diolcogaster basimacula
- Diolcogaster belokobylskiji
- Diolcogaster brevicauda
- Diolcogaster chaoi
- Diolcogaster claritibia
- Diolcogaster connexa
- Diolcogaster curticornis
- Diolcogaster dichromus
- Diolcogaster duris
- Diolcogaster eclectes
- Diolcogaster euterpe
- Diolcogaster facetosa
- Diolcogaster fasciipennis
- Diolcogaster flavipes
- Diolcogaster galazia
- Diolcogaster garmani
- Diolcogaster gefidra
- Diolcogaster hadrommatus
- Diolcogaster harrisi
- Diolcogaster hinzi
- Diolcogaster indicus
- Diolcogaster ippis
- Diolcogaster iqbali
- Diolcogaster iridescens
- Diolcogaster kasachstanica
- Diolcogaster kasparyani
- Diolcogaster lelaps
- Diolcogaster lucindae
- Diolcogaster masoni
- Diolcogaster mayae
- Diolcogaster merata
- Diolcogaster minuta
- Diolcogaster muzaffari
- Diolcogaster narendrani
- Diolcogaster naumanni
- Diolcogaster newguineaensis
- Diolcogaster nixoni
- Diolcogaster notopecktos
- Diolcogaster periander
- Diolcogaster perniciosa
- Diolcogaster procris
- Diolcogaster punctata
- Diolcogaster reales
- Diolcogaster rixosa
- Diolcogaster robertsi
- Diolcogaster rufula
- Diolcogaster schizurae
- Diolcogaster scotica
- Diolcogaster sons
- Diolcogaster spreta
- Diolcogaster stepposa
- Diolcogaster tearae
- Diolcogaster tropicalus
- Diolcogaster walkerae
- Diolcogaster vulpina
- Diolcogaster xanthaspis
- Diolcogaster yousufi